# Étienne de la Chapelle
Étienne de la Chapelle, surnommé Paris, est né et mort à Paris (vers 1123 - 13 février 1173), il est le soixante-septième archevêque de Bourges, de 1171 à 1173.

## Biographie
Étienne de la Chapelle est le fils de Josselin II de Villemomble, seigneur de Beaumont-du-Gâtinais, et Herceline Haran de Villebéon.
Il est chanoine de l'église de Sens lorsqu'il assiste au couronnement de Louis VII et de la reine Adèle, le 13 novembre 1160. Abbé de Déols, il est élu par le pape Alexandre III évêque de Meaux de 1162 à 1171, puis archevêque de Bourges. Il se retire en l'abbaye Saint-Victor de Paris où il meurt empoisonné, il y sera inhumé.
Son frère, Gauthier de Villebéon, fondera, en l'église, un anniversaire en sa mémoire.

## Armoiries
Étienne de la Chapelle portait : « d'azur à trois jumelles d'or, brisé d'une bordure engrêlée de gueules ».